# Löben
Löben is een plaats en voormalige gemeente in de Duitse deelstaat Saksen-Anhalt, en maakt deel uit van de Landkreis Wittenberg.
Löben telt 311 inwoners.

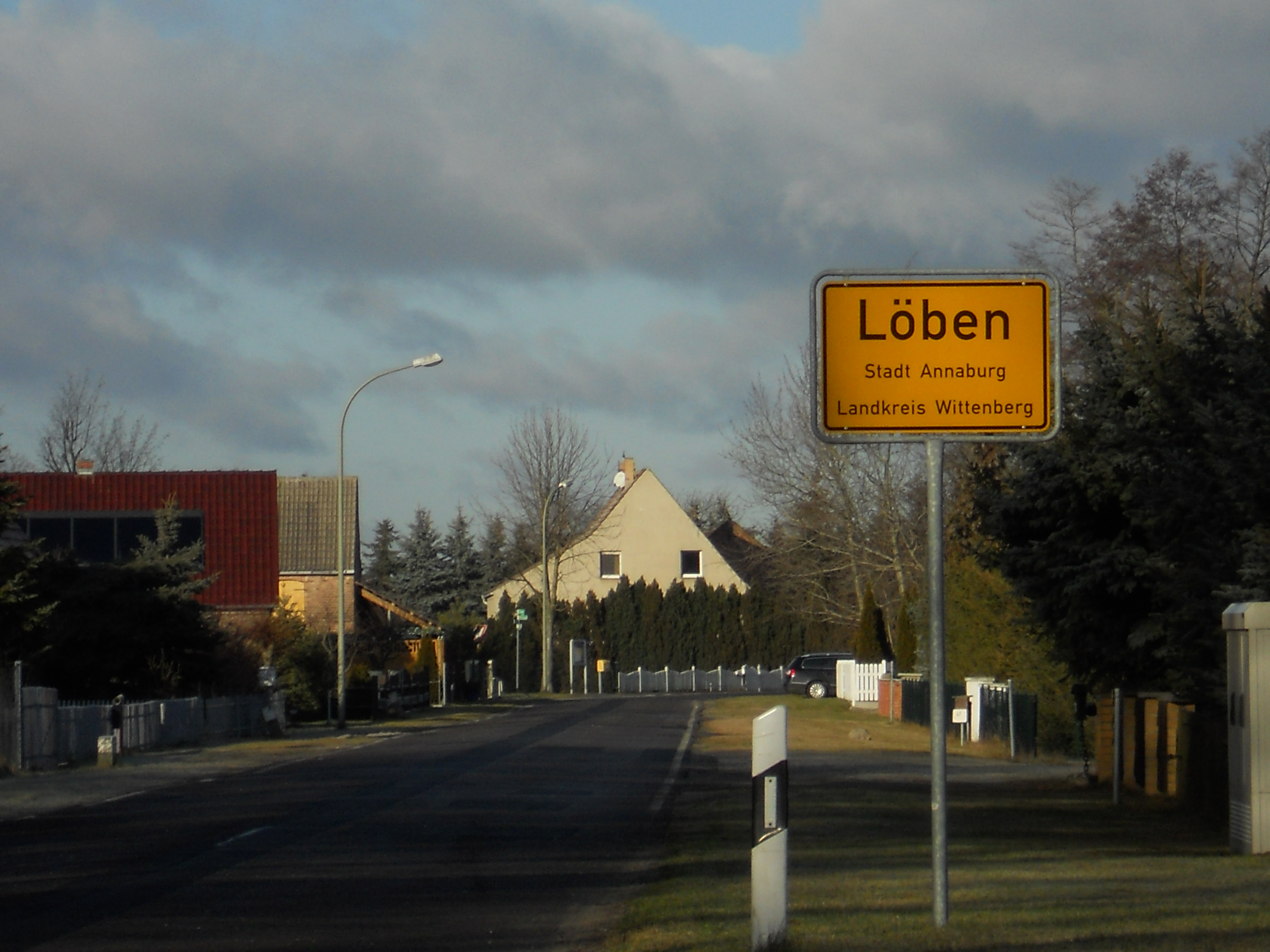
Löben
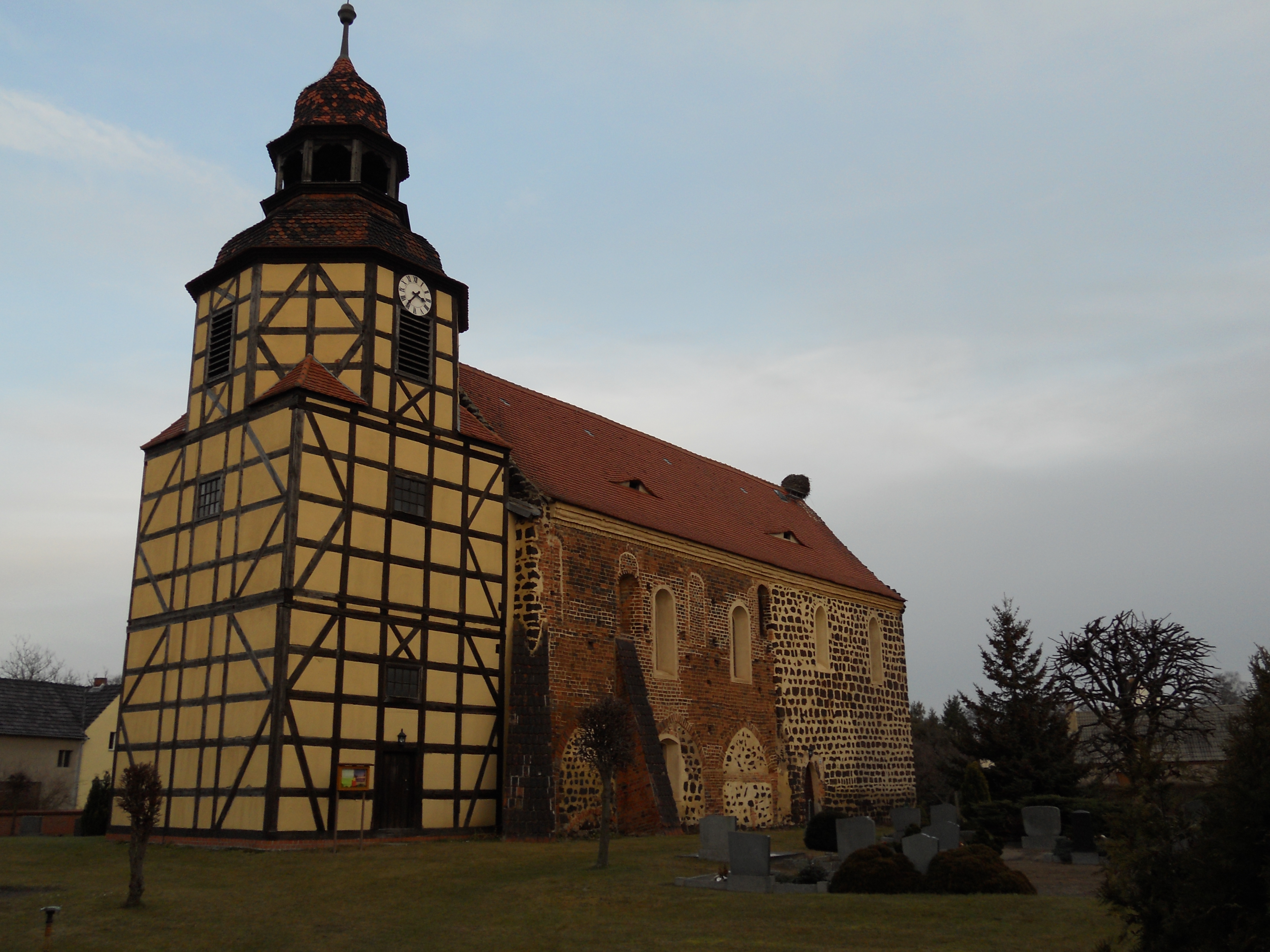
Kerk in Löben
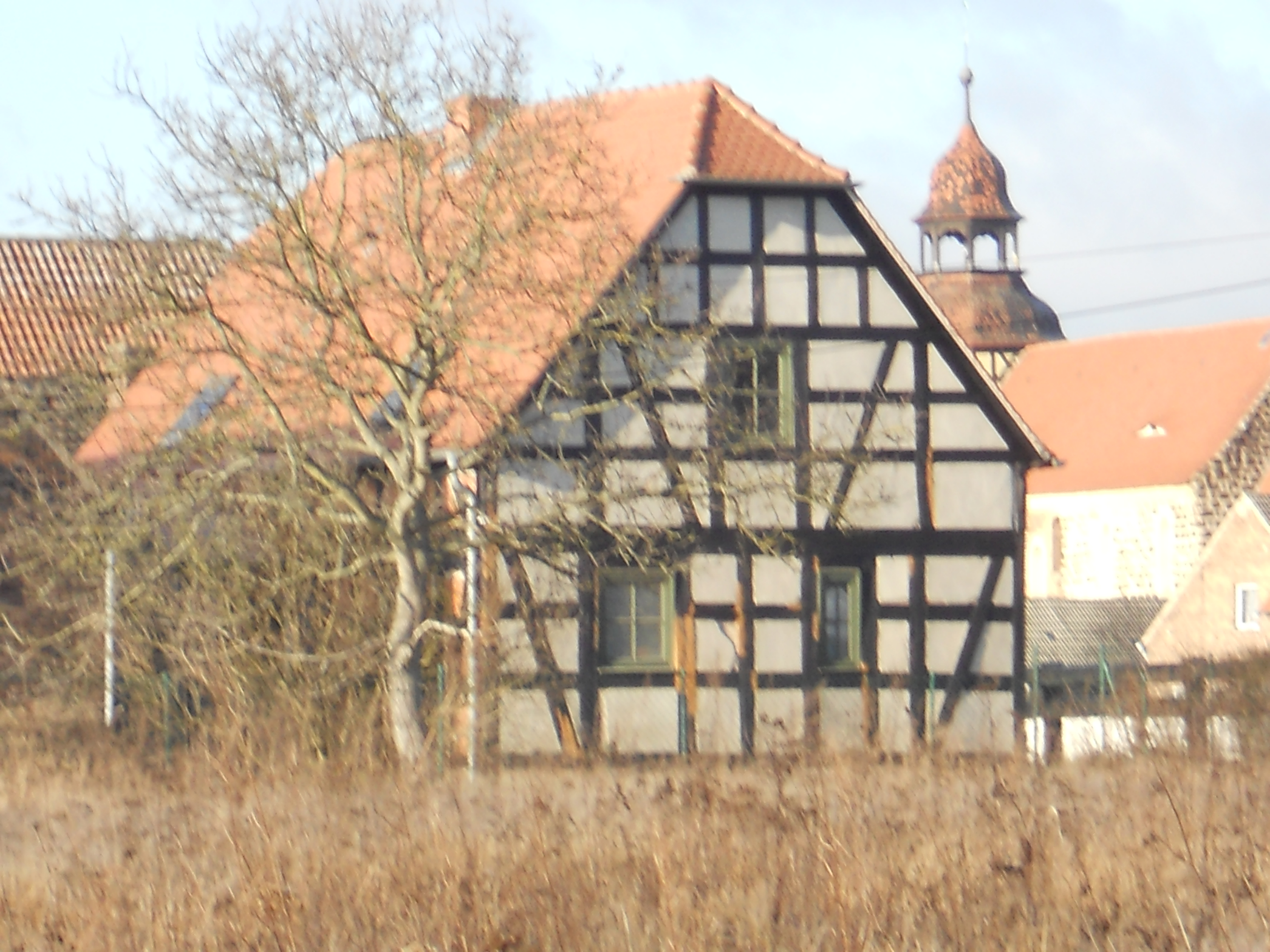
Vakwerkhuis in Löben